# 尖鬚異齒鰋
尖鬚異齒鰋，為輻鰭魚綱鯰形目鮡科的其中一種，為熱帶淡水魚類，被IUCN列為瀕危保育類動物，分布於亞洲泰國西部薩爾溫江流域，體長可達7公分，棲息在底層水域，生活習性不明。

## 扩展阅读
維基物種上的相關：尖鬚異齒鰋